# Мандінка (народ)
Мандінка (також відомі написання: мандінгас, мандінго, малінке, малінка, маненка, манденка, манденга, мандінко) — термін, що описує певну африканську народність, що проживає в Західній Африці.

## Етнічні носії назви
Група народностей, що проживають у Західній Африці — на півдні Гамбії, півночі та північному сході Гвінейської Республіки, заході Малі, в Республіці Кот-д'Івуар, Сенегалі та Гвінеї-Бісау, та розмовляють мовою малінке родини манде нігеро-кордофанської макрородини мов. Етнічно це велика група споріднених народів: власне малінке чи манденка, бамана, дьюла. До цієї групи відносять також коранко й васулунка у Гвінейській Республіці, маньянка в Ліберії тощо.
Всі вони проживають у верхній течії річок Сенегал та Нігер, складаючи основне населення західної частини Республіки Малі, північно-східної частини Гвінейської Республіки, південних і східних районів Сенегалу та деяких районів Республіки Кот-д'Івуар, Буркіна-Фасо, Ліберії, Сьєрра-Леоне та Гвінеї-Бісау.

## Культура народів
За релігією більшість — мусульмани, в деяких районах зберігаються стародавні анімістичні вірування й культ предків. Головне традиційне заняття — землеробство (просо, кукурудза, рис, квасоля, арахіс тощо); тваринництво розвинуте слабо (кози, вівці, віслюки; домашні птахи); дьюла займаються торгівлею; зберігає значення мисливство та рибальство. Основна форма сільських поселень мандінга — група глиняних хиж, обнесених глиняною стіною. У кожному селищі живе родинна група, зазвичай велика патріархальна родина. У багатьох районах частково зберігаються ще традиційні суспільні відносини: таємні союзи, кастові відмінності, системи вікових класів. Однак усі ці стародавні інституції поступово зникають.

## Історія
За легендами, історичний центр формування народів мандінка розташований у верхів'ї річки Нігер, де у VIII столітті сформувалось політичне об'єднання мандінка — держава Малі. Самі мандінка вважають себе нащадками легендарного засновника цього царства, Тірамагана Таравеле.
Переважний колір шкіри — темно-коричневий, форма обличчя наближається до негритянської, статура висока та струнка, волосся дуже кучеряве, довге, борода негуста, проте гарно розвинена біля підборіддя. Мандінка, за легендою, раніше жили у середній Африці. До завоювань мусульманських феллахів вони були наймогутнішим народом західної Африки. За арабськими відомостями ще у XII столітті частина Мандінка перейшла в іслам. На початку XIII століття вони заснували велику державу Меллі, що сягнула апогею своєї могутності у XIV столітті та підкорила своїй владі Генату, Тімбукту й область сонраїв, внаслідок чого народ мандінка та його мова набули значного поширення. Мова мандінка, разом із сусідніми мовами бембара, вен, зузу утворює родину мов манде, граматику яких подав Штейнталь, а словник — Шен. За Лепсиусом, ця родина мов має далекі родинні зв'язки з мовами банту південної Африки. У першій половині XV століття держава мандінка була послаблена суперечками обласних начальників і набігами туарегів та поступово розпалась. Після цього мандінка вторглись до Сенегамбії, де підкорили собі плем'я сонінке або сараколе, з яким цілковито злились. У подібних відносинах вони перебувають із племенем бамбара, що проживає в Каарта й Сегу, та до зузу, що проживали у французькій колонії Рів'єр-дю-Сюд.